# South of Heaven
A South of Heaven a Slayer thrash metal zenekar negyedik nagylemeze, ami 1988 júliusában jelent meg a Def Jam Records kiadásában. Az album váltást jelentett korábbi stílusukhoz képest: lényegesen visszavettek a tempóból, nagyobb hangsúlyt fektettek a dallamokra. Bár az albumon túlnyomórészt középtempós számok kaptak helyet, van rajta pár igen gyors szerzemény is, mint például az abortuszról szóló „Silent Scream”, vagy a „Ghosts of War”. Először használtak torzítatlan gitárt, a lemezt záró „Spill the Blood”-ban.
A lemezt 2017-ben a Rolling Stone magazin a Minden idők 100 legjobb metalalbuma listáján a 47. helyre rangsorolta.

## Dalok
1. South Of Heaven (Araya/Hanneman) – 5:00
2. Silent Scream (Araya/Hanneman/King) – 3:02
3. Live Undead (Araya/Hanneman/King) – 3:51
4. Behind The Crooked Cross (Hanneman) – 3:12
5. Mandatory Suicide (Araya/Hanneman/King) – 4:03
6. Ghosts Of War (Hanneman/King) – 3:55
7. Read Between The Lies (Araya/Hanneman/King) – 3:21
8. Cleanse The Soul (Araya/Hanneman/King) – 3:01
9. Dissident Aggressor (Judas Priest feldolgozás) – 2:34
10. Spill The Blood (Hanneman) – 4:48

## Közreműködők
- Tom Araya – basszusgitár, ének
- Jeff Hanneman – gitár
- Kerry King – gitár
- Dave Lombardo – dob
- Rick Rubin – producer
- Andy Wallace – hangmérnök

## Fogadtatás
Az album fogadtatása megjelenésekor vegyes volt, sok régi rajongó nemtetszését vívta ki a "dallamosodás". Voltak olyanok is persze, akik rögtön látták, hogy ez az album semmivel sem marad el elődeitől. Később egyre többen „megbékéltek” a lemezzel, és mára ugyanolyan klasszikusként tartják számon, mint elődjét, vagy az ezt követő Seasons in the Abyss-t. Több számot (a címadó South of Heaven-t, valamint a Mandatory Suicide-ot) azóta is rendszeresen előadják koncertjeiken.

## Listás helyezés

### Album
Billboard
| Év   | Lista             | Helyezés |
| ---- | ----------------- | -------- |
| 1988 | The Billboard 200 | 57       |

## Külső hivatkozások
- Allmusic.com
- Amazon.com